# Bortniki (gmina)
Bortniki – dawna gmina wiejska w powiecie bóbreckim województwa lwowskiego II Rzeczypospolitej. Siedzibą gminy były Bortniki.
Gminę utworzono 1 sierpnia 1934 r. w ramach reformy na podstawie ustawy scaleniowej z dotychczasowych gmin wiejskich: Bortniki, Bukawina, Czeremchów, Demidów, Dobrowlany, Mołodyńcze, Nowosielce, Podliski.
W skład gminy wchodziło 8 gromad:
- Bortniki – obejmowała miejscowość Bortniki
- Bukawina – obejmowała miejscowości Bukawina, Liski
- Czeremchów – obejmowała miejscowość Czeremchów,
- Demidów – obejmowała miejscowości Demidów, Mołotów
- Dobrowlany – obejmowała miejscowości Dobrowlany, Jasionów
- Mołodyńcze – obejmowała miejscowości Mołodyńcze, Woronów
- Nowosielce – obejmowała miejscowości Nowosielce, Żórawno Nowosielce
- Podliski – obejmowała miejscowość Podliski[4]

Po II wojnie światowej obszar gminy został odłączony od Polski i włączony do Ukraińskiej SRR.